# Hôtel Portalis
Pour les articles homonymes, voir Portalis.
L'hôtel Portalis est un hôtel particulier historique situé au no 25 de la rue de l'Opéra, à Aix-en-Provence, en France.

## Historique
Cet hôtel particulier fut construit au XVIe siècle avant la grande rénovation urbaine d'Aix (vers 1750). Il fait partie de la ville baroque (ancien quartier « Villeneuve »).
Au XVIe siècle, il appartient à la famille Séguiran, notables politiques et juridiques aixois.
Dans la deuxième moitié du XVIIIe siècle, Jean Étienne Marie Portalis y vécut. Une plaque commémorative est apposée au dessus du cadre de la porte d'entrée : 

« Jean Etienne Marie Portalis, 1746-1807, avocat, co-rédacteur du code civil, ministre des cultes, a vécu dans cette maison jusqu'à la Révolution. »

En 1778, naquit dans cet immeuble le comte Joseph Portalis, futur ministre de la Justice sous la Restauration, premier président de la Cour de cassation puis vice-président de la Chambre des Pairs (à partir de 1834).
Comme la plupart des hôtels particuliers aixois, il passa la Révolution sans être détruit (la majeure partie du bourg était alors constituée d'hôtels particuliers d'origine noble).
Il est à présent dédié à une copropriété de logements.

## Architecture
La façade du bâtiment, rue de l'Opéra, fait environ 10m de long pour 23m de profondeur.
La pierre utilisée provient des carrières de Bibémus, à environ 5km à l'est d'Aix, qui donne une teinte ocre clair caractéristique des hôtels particuliers aixois du XVIe au XVIIIe siècle.